# Kalendarium historii Nairobi

Flaga Nairobi

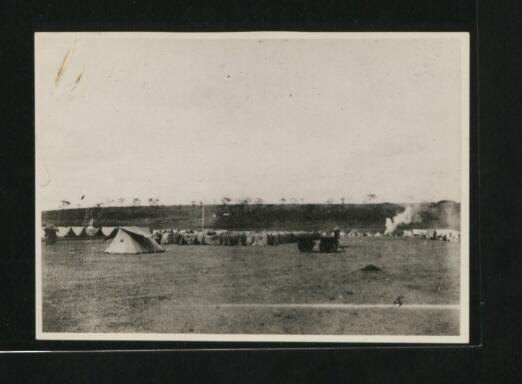
Nairobi w 1899 roku

Flaga Kolonii Kenii

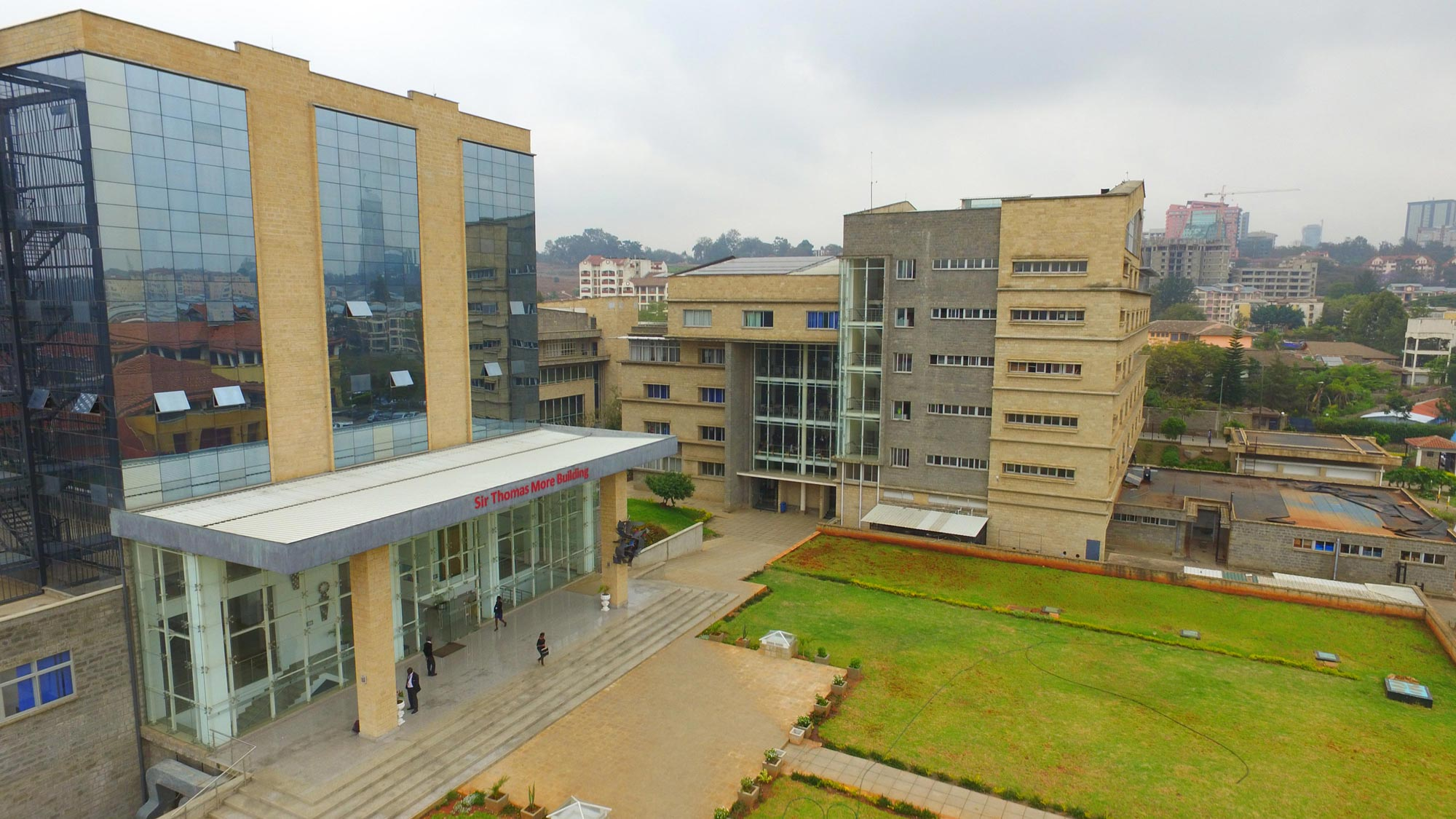
Uniwersytet Strathmore

Kalendarium historii Nairobi – uporządkowany chronologicznie, począwszy od czasów najdawniejszych aż do współczesności, wykaz dat i wydarzeń z historii Nairobi.

## Panowanie brytyjskie
- lata 90. XIX w. – założenie pierwszej osady przez Brytyjczyków, w charakterze magazynu kolejowego[1].
- 1895 – powstanie Brytyjskiego Protektoratu Afryki Wschodniej[2].
- 1899 – przeprowadzenie linii Kolei Ugandyjskiej przez Nairobi[3], przeniesienie tamże stolicy prowincji Ukamba[1].
- 1900 – powstanie indyjskiego bazaru, Nairobi centrum handlu[1].
- 1905 – Nairobi stolicą Brytyjskiego Protektoratu Afryki Wschodniej[1].
- 1909 – narodziny East Africa and Uganda Natural History Society[4].
- 1910 – powstanie muzeum East Africa and Uganda Natural History Society[5].
- 1915 – powołanie w Nairobi przez Brytyjczyków Rady Wojennej (z powodu toczącej się I wojny światowej) skutkuje zwiększeniem uprawnień białych osadników[2].
- 1920 – kolonia zostaje przemianowana na Kolonię Kenii[2], zaczyna się gwałtowny rozwój i modernizacja Nairobi[6].
- 1931 – otwarcie McMillan Memorial Library[7]
- 1933 – otwarcie portu lotniczego Nairobi-Wilson[8].
- 1946 – ustanowienie Parku Narodowego Nairobi[9].
- 1953 – powołanie katolickiej Metropolii Nairobi[10].
- 1956 – powstanie Uniwersytetu w Nairobi[6].
- 1958 – otwarcie portu lotniczego Jomo Kenyatta[1].
- 1961 – otwarcie Uniwersytetu Strathmore[11].

## Niepodległa Kenia
- 1963 – Nairobi stolicą Republiki Kenii[6].
- 1964 – powstanie klubu Abaluhya United[12].
- 1987 – otwarcie Moi International Sports Centre[13].
- 1990 – osiągnięcie poziomu 1 380 000 mieszkańców miasta[14].
- 1994 – powołanie prawosławnej Metropolii Nairobi[15].
- 1998 – zamachy na ambasadę Stanów Zjednoczonych[16].
- 2013 – atak terrorystyczny somalijskich islamistów[17].
- 2015 – wizyta prezydenta USA Baracka Obamy w mieście[18].